# Азійський погонич
Азійський погонич (Rallina) — рід журавлеподібних птахів родини пастушкових (Rallidae). Представники цього роду мешкають в Азії і Австралазії.

## Види
Виділяють чотири види:
- Погонич сіроногий (Rallina eurizonoides)
- Погонич андаманський (Rallina canningi)
- Погонич червононогий (Rallina fasciata)
- Погонич рудошиїй (Rallina tricolor)

Чотири новогвінейські види, яких раніше відносили до роду Rallina, були переведені до відновленого роду Rallicula в родині Sarothruridae.

## Етимологія
Наукова назва роду Rallina походить від наукової назви роду Пастушок (Rallus Linnaeus, 1758) з додаванням зменшувательного суффіксу.